# INPUT ∝ OUTPUT
『INPUT ∝ OUTPUT』（インプット・アウトプット）は、2014年2月26日、Beingから発売されたKNOCK OUT MONKEYの2枚目のアルバム。

## 概要
メジャー初のフルアルバム。同作の購入者特典として購入店舗により色の違うオリジナルラバーバンドが付く。TOWER RECORDSは黄色、TSUTAYAは青色、ヴィレッジヴァンガードは赤色、それ以外は緑色となっている。

## 収録曲
全曲　作詞：w-shun　作曲：KNOCK OUT MONKEY　編曲：大島こうすけ・KNOCK OUT MONKEY（特記以外）
1. Prologue 〜Battle against the Apes〜
作曲：大島こうすけ・KNOCK OUT MONKEY
2. I still
3. You have got freedom
4. Paint it Out!!!!
5. Change
6. The large world
7. Dear
8. Challenge & Conflict
9. Gun shot2
10. Flight
11. Sunrise